# Margareta von Roskilde
Margareta von Roskilde († 25. Oktober 1176 in Ølsemagle bei Køge auf Seeland) war eine Verwandte des Erzbischofs Absalon von Lund und wurde als dänische  Lokalheilige verehrt. Ihre Kanonisation wurde vom Papst nicht bestätigt.

## Leben; Lokalverehrung
Margareta entstammte der Adelsfamilie Hvide von Seeland. Eventuell war sie eine Schwester von Absalons Nachfolger als Bischof von Roskilde, Peder Sunesen, und Anders Sunesen, Absalons Nachfolger als Erzbischof von Lund. Über ihr Leben ist wenig bekannt. Sie heiratete einen ansonsten unbekannten Herlog, mit dem sie mehrere Kinder hatte, darunter Caecilie, die Mutter des späteren Erzbischofs von Lund Jakob Erlandsen.
Herlog erdrosselte sie 1176 und versuchte, einen Suizid seiner Gemahlin vorzutäuschen, indem er sie an einem Balken aufhängte. Der Leichnam von Margareta wurde zunächst, da sie als Selbstmörderin galt, am Strand von Køge in ungeweihter Erde bestattet. Über ihrem Grab soll in der Folge ein mirakulöses Licht beobachtet worden sein, das Anlass zum Glauben an ein Wunder gegeben habe. Als Bischof Absalon die Gerüchte über diese Erscheinung erfuhr, entsandte er Vertraute zur Untersuchung der Sache. Er verhörte selbst Herlog, der schließlich seine Schuld einräumte. Absalon begnügte sich mit einer gegen Herlog verhängten Geldstrafe. Er ließ Margaretas sterbliche Überreste am 19. Juli 1177 erheben und in die Marienkirche der Benediktinerinnen von Roskilde überführen. 1190 wurde für ihr Grabmal der Chor erweitert.
Bald nach ihrem Tod stand Margarete bei der Bevölkerung von Seeland im Ruf der Heiligkeit, doch suchte Bischof Absalon wohl wegen seines gespannten Verhältnisses zu Papst Alexander III. nicht um ein offizielles Kanonisationsverfahren durch den Heiligen Stuhl an. Um 1200 erschien in Roskilde ein kurzer Bericht über die Überführung von Margaretas Leichnam (Relatio de translatione), der knappe Informationen zu ihrer Vita liefert. Außerdem existiert eine von Erzbischof Eskil von Lund um 1180 bei einem Aufenthalt im Kloster Clairvaux verfasste Heiligenlegende, in der Margareta als einfache und gottesfürchtige Frau beschrieben wird. Ihr Gatte soll gemäß dieser wenige historisch zuverlässige Nachrichten enthaltenden Quelle über ihr religiöses Gehabe zutiefst verärgert gewesen sein. Der lokalen Heiligenverehrung Margaretas, die sowohl in der Marienkirche von Roskilde als auch in der über ihrem ursprünglichen Grab in ungeweihter Erde errichteten Kapelle stattfand, blieb auch weiterhin die päpstliche Bestätigung versagt. Nach der Einführung der Reformation in Dänemark verschwand Margaretas Schrein in der Roskilder Marienkirche.